# MD2
MD2 – funkcja skrótu stworzona w 1989 roku przez Rona Rivesta. Algorytm ten został zoptymalizowany pod kątem komputerów 8-bitowych. MD2 jest opisany w RFC1319. Nie jest on obecnie uważany za bezpieczną funkcję skrótu i nie powinien być wykorzystywany.

## Przykłady
```
MD2("Wikipedia") = 525d0799261ca5a4e9714e2362d5277a
```

W przypadku drobnej zmiany tekstu, hash znacznie zmienia swoją wartość:
```
MD2("wikipedia") = e01ebd633170ac3210b4c25e941b3417
```

Pusty ciąg MD2 po shashowaniu ma wartość:
```
MD2("") = 8350e5a3e24c153df2275c9f80692773
```